# Rhomboarctus duplicicaudatus
Espèce
Rhomboarctus duplicicaudatus est une espèce de tardigrades de la famille des Styraconixidae.

## Distribution
Cette espèce est endémique de la mer Méditerranée.

## Publication originale
- Hansen, D’Addabbo Gallo & Grimaldi de Zio, 2003 : A comparison of morphological characters within the genus Rhomboarctus (Tardigrada: Heterotardigrada) with the description of two new species. Zoologischer Anzeiger, vol. 242, no 1, p. 83-96.